# Puente Aranda
Puente Aranda est le 16e district situé au sud de Bogota, capitale de la Colombie. Sa superficie est de 17,24 km2 et sa population de 282 491 habitants.